# 氷川神社 (さいたま市大宮区上小町)
氷川神社（ひかわじんじゃ）は、埼玉県さいたま市大宮区の神社。

## 歴史
創建年代は不明である。ただ慶安 - 元禄年間（1648年 - 1704年）に並木村から上小村田村が分村したときに移設されたという記録があることから、江戸時代前期には既に存在していたものと推測される。旧所在地は現在の同市同区桜木町で、当地からは当社の遺物が出土している。「寿福寺」が別当寺であった。寿福寺は真言宗の寺院であったが、明治初期の神仏分離により、廃寺に追い込まれた。
1873年（明治6年）、近代社格制度に基づく「村社」に列せられ、1908年（明治41年）の神社合祀により、周辺の10神社が合祀された。

## 交通アクセス
- 大宮駅より徒歩16分。